# David Planka
David Planka (* 28. červenec 2005, Praha) je český fotbalový záložník a mládežnický reprezentant, hráč MFK Karviná.

## Klubová kariéra

### SK Slavia Praha
David byl ve Slavii od svých šesti let. Prošel všemi mládežnickými kategoriemi a v sezoně 2021/2022 získal s kategorií U17 i U19 mistrovský titul v I. Celostátní dorostenecké lize. Ve druhé polovině sezony 2022/2023 začal dostávat více příležitostí za B-tým ve druhé lize a stal se stabilním článkem základní sestavy slávistické rezervy. 

### FC Sellier & Bellot Vlašim (hostování)
V roce 2024 byl poslán na půlroční hostování do Vlašimi, kde výborně zapadl do způsobu hry trenéra Martina Hyského.

### MFK Karviná
V létě 2024 David Planka přestoupil do Karviné společně s Řekem Giannisem-Fivosem Botosem a Gambijcem Ebrimou Singhatehem, přičemž Botos přišel na hostování a dvojice Planka se Singhatehem na přestup se zpětným odkupem.